# Hudiksvall
Hudiksvall − miasto w Szwecji. Siedziba władz administracyjnych gminy Hudiksvall w regionie Gävleborg. Około 14 850 mieszkańców. Miasto założył w 1582 r. król Jan III Waza.
W mieście rozwinął się przemysł maszynowy oraz drzewny.

## Historia
Miasto zostało lokowane 6 lutego 1582 przez króla Jana III Wazę, powstało z połączenia wsi Hudik i Vallen zamieszkiwanych przez łącznie 1000 osób. Było drugim miastem na terenie Norrlandu i szybko zaczęło przyciągać nowych mieszkańców. W 1590 wzniesiono pierwszy kościół, obecnie w stanie ruiny. Od przywożonych do miasta towarów pobierano cło, co skutkowało ogrodzeniem miejscowości i utworzeniem dwóch bram.
Na początku XVII wieku podjęto decyzję o budowie portu i przeniesieniu miasta bliżej brzegu morza. W 1615 rozebrano ratusz, a w 1622 król Gustaw II Adolf wydał rozkaz przenosin miasta. Plany nowej miejscowości sporządził Olof Bure. W latach  1642–1672 wzniesiono nowy kościół. 8 kwietnia 1670 Hudiksvall zostało zniszczone przez pożar, a w 1721 zostało spalone przez wojska rosyjskie. Obecny układ ulic powstał po pożarze z roku 1792. 

## Przypisy

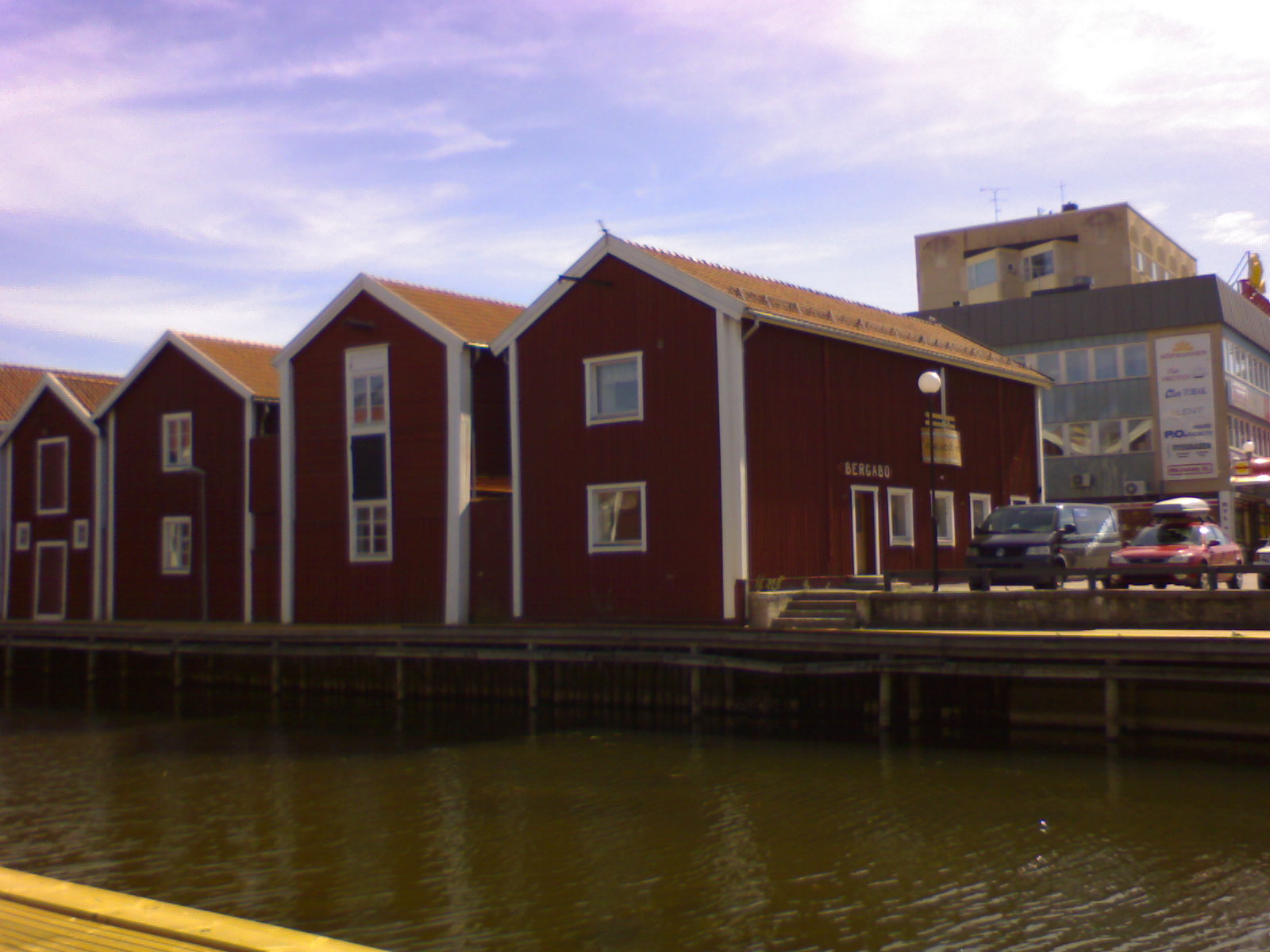
Magazyny nadbrzeżne w Hudiksvall

## Liczba ludności
Źródło:

## Urodzeni w Hudiksvall
- Anna Hellman - snowboardzistka,
- Noomi Rapace - aktorka.